# Voyage dans le Fiat-nam
Pour plus de détails, voir Fiche technique et Distribution.
Voyage dans le Fiat-nam (titre original : Trevico-Torino - Viaggio nel Fiat-Nam) est un film italien réalisé par Ettore Scola, sorti en 1973 en Italie.
Le film présente le point de vue communiste sur la situation difficile vécue par les émigrés provenant du Sud de l'Italie pour travailler chez FIAT. À part quelques acteurs principaux, les autres sont tous amateurs. Au générique, les acteurs et techniciens son présentés par ordre alphabétique sans indication de rôle. Le titre fait référence à la Guerre du Viet-nam qui se déroule à la même époque.

## Synopsis
Fortunato Santospirito est un jeune originaire de Trevico, (province d'Avellino) qui arrive à Turin afin de travailler chez Fiat. Les premières images de Turin sont le Hall de la Gare de Turin-Porta-Nuova, la cantine des pauvres et le dortoir public. Fortunato fait la connaissance d'un prêtre qui lui expose la situation des émigrés et lui donne les premières informations pratiques. À l'usine, il côtoie un syndicaliste communiste, comme lui méridional. Après le travail, il fréquente les lieux communs de tous les émigrés du Sud et fait la connaissance de Vicky, une jeune fille qui a quitté sa famille. Fortunato relate tout cela dans les lettres qu'il expédie à sa famille à laquelle il envoie aussi le premier argent gagné au travail. La fréquentation avec Vicky ne va pas plus loin qu'une simple amitié et finalement Fortunato décide de rentrer au pays car il est convaincu que les problèmes du Mezzogiorno doivent trouver une solution sur place et pas à Turin.

## Fiche technique
- Titre : Voyage dans le Fiat-nam
- Titre original : Trevico-Torino - Viaggio nel Fiat-Nam
- Réalisation : Ettore Scola
- Scénario :  Diego Novelli, Ettore Scola
- Maison de production : Unitelefilm
- Musique : Benedetto Ghiglia
- Photographie : Claudio Cirillo
- Montage : Raimondo Crociani
- Pays d'origine :  Italie
- Format : Couleurs - 16 mm
- Genre : Comédie
- Durée : 101 minutes
- Date de sortie : 1973
  - Italie : 1973

## Distribution
- Paolo Turco : Fortunato Santospirito
- Vittorio Franzinetti : syndicaliste
- Vittoria Franzinetti : Vicky
- Stefania Casini